# Morsures (film, 2012)
Pour les articles homonymes, voir Morsures.
Pour plus de détails, voir Fiche technique et Distribution.
Morsures (hangeul : 하울링, RR : Haulling, littéralement « hurlement ») est un thriller sud-coréen écrit et réalisé par Yoo Ha, sorti en 2012.

## Synopsis
À la suite de l'affaire d'un homme soudainement enflammé dans sa voiture en pleine nuit, l'inspecteur Sang-kill et la nouvelle inspectrice Eun-young vont tenter d'élucider le mystère, puisque toutes les victimes ont un point en commun : des traces de morsures. Ce qui laisse croire que le tueur serait un chien-loup.

## Fiche technique
- Titre original : 하울링
- Titre international : Howling
- Titre français : Morsures
- Réalisation : Yoo Ha
- Scénario : Yoo Ha, d'après le roman Kogoeru Kiba de Asa Nonami
- Décors : Lee Seung-han
- Costumes : Lee Jiyeon
- Photographie : Kang Dae-hee
- Montage : Park Gok-ji
- Musique : Kim Joon-seok
- Production : Lee Tae-hun
- Sociétés de production : Opus Pictures et Film Poeta
- Société de distribution : CJ Entertainment (Corée du Sud), France Télévisions Distribution (France)
- Pays d'origine : Corée du Sud
- Langue officielle : coréen
- Format : couleur - 2.35 : 1
- Genre : thriller
- Durée : 114 minutes
- Dates de sortie :
  -  Corée du Sud : 16 février 2012
  -  Suisse : 6 juillet 2012 (Festival international du film fantastique de Neuchâtel 2012)
  -  France : 8 janvier 2013 (DVD)

## Distribution
- Song Kang-ho : l'inspecteur Sang-kill
- Lee Na-young : l'inspectrice Eun-young
- Shin Jung-geun : le commissaire
- Lee Sung-min : l'inspecteur Young-cheol
- Jo Young-jin : le père de Jung-ah
- Nam Bo-ra : Jung-ah
- Kwon Tae-won : Choi

## Autour du film
- Le réalisateur-scénariste Yoo Ha s'est inspiré du roman intitulé 凍える牙 (Kogoeru Kiba) de l'écrivain japonais Asa Nonami, dont la traduction se donne à peu près "canine glacée", étant sorti en 1996[1],[2].
- Le tournage a lieu entre le 27 mars 2011 et le 22 août 2011[3].